# George Joseph Lucas
George Joseph Lucas (Saint Louis, 12 giugno 1949) è un arcivescovo cattolico statunitense, dal 31 marzo 2025 arcivescovo emerito di Omaha.

## Biografia
Monsignor George Joseph Lucas è nato a Saint Louis, Missouri, il 12 giugno 1949 ed è il primo dei quattro figli di George Lucas e Mary (nata Kelly). Ha una sorella, Catherine, e due fratelli, James e John.

### Formazione e ministero sacerdotale
Ha frequentato il seminario propedeutico di South Saint Louis dal 1963 al 1967, e poi il Cardinal Glennon College fino al 1971, dove ha conseguito la laurea in filosofia. Ha quindi studiato teologia al Kenrick-Glennon Seminary di Shrewsbury dal 1971 al 1975.
Il 24 maggio 1975 è stato ordinato presbitero per l'arcidiocesi di Saint Louis dal cardinale John Joseph Carberry. In seguito è stato vicario parrocchiale della parrocchia di San Giustino Martire a Sunset Hills dal 1975 al 1980 e vicario parrocchiale della parrocchia di San Disma a Florissant dal 1980 al 1981. Ha studiato per un Master of Arts in storia all'Università di Saint Louis dal 1981 al 1984. Nel frattempo è stato vicario parrocchiale part-time della parrocchia della Madonna del Monte Carmelo a Saint Louis dal 1981 al 1984 e della parrocchia dell'Ascensione a Normandy dal 1984 al 1986. Terminati gli studi fu professore dal 1981 al 1987 e vice-preside dal 1982 al 1987 del seminario propedeutico di North Saint Louis. È stato anche vicario parrocchiale part-time della parrocchia di Sant'Anna a Normandy dal 1986 al 1989 e della parrocchia di San Pietro a Kirkwood dal 1989 al 1990.
Dal 1990 al 1994 è stato cancelliere arcivescovile e segretario personale dell'arcivescovo John Lawrence May. Il 5 settembre 1994 è stato nominato prelato d'onore di Sua Santità. Dal dicembre di quell'anno ha ricoperto l'incarico di vicario generale dell'arcidiocesi per un anno prima di diventare rettore del Kenrick-Glennon Seminary nel 1995. È stato membro del consiglio del personale sacerdotale dal 1987 al 1990 e segretario dello stesso dal 1988. Ha fatto parte del comitato editoriale del giornale arcidiocesano The St. Louis Review dal 1988 al 1999, del consiglio di direzione dal 1990 al 1995 e del consiglio di amministrazione dal 1990 al 1999 del Kenrick-Glennon Seminary e del consiglio presbiterale dal 1994 al 1999.

### Ministero episcopale
Il 19 ottobre 1999 papa Giovanni Paolo II lo ha nominato vescovo di Springfield in Illinois. Ha ricevuto l'ordinazione episcopale il 14 dicembre successivo dal cardinale Francis Eugene George, arcivescovo metropolita di Chicago, coconsacranti l'arcivescovo Gabriel Montalvo Higuera, nunzio apostolico negli Stati Uniti d'America, e il vescovo emerito di Springfield in Illinois Daniel Leo Ryan.
Nel 2001 ha annunciato l'istituzione di un programma di formazione per il diaconato nella diocesi. Gli uomini vengono preparati per il diaconato attraverso un programma di formazione quinquennale attraverso l'ufficio diocesano per il diaconato, in collaborazione con l'Università di Quincy. Il 24 giugno 2007 ha ordinato la prima classe di diciotto uomini. Dal 2007 i diaconi permanenti prestano servizio nelle parrocchie di tutta la diocesi assistendo alle liturgie, dove proclamano il Vangelo e predicando in alcune occasioni. Inoltre battezzano, celebrano i matrimoni e presiedono le esequie.
Nel gennaio del 2002, monsignor Lucas ha lanciato una campagna di raccolta fondi intitolata "Harvest of Thanks, Springtime of Hope", la prima campagna di questo tipo nella storia della diocesi. Il programma ha raccolto oltre 22,1 milioni di dollari che sono stati utilizzati per creare fondi per promuovere l'educazione cattolica attraverso l'assistenza alle lezioni e la formazione continua per gli educatori delle scuole cattoliche. La dotazione è stata anche utilizzata per sostenere il lavoro delle organizzazioni caritative cattoliche, per assistere alla formazione di seminaristi e dei candidati al diaconato e per la cura dei preti in pensione della diocesi.
Il Giubileo del 2003, la celebrazione del 150º anniversario della fondazione della diocesi di Springfield in Illinois, è iniziato ufficialmente il 9 dicembre 2002. Il momento saliente del giubileo è stato il festeggiamento di un giorno presso l'Illinois State Fairgrounds. Sabato 28 giugno si stima che 20 000 cattolici di tutta la diocesi abbiano assistito alle attività della giornata che comprendevano mostre, un rosario vivente, adorazione eucaristica, cibo, concerti e fuochi d'artificio. Il clou della giornata è stata una messa alla presenza di 15 000 persone. Monsignor Lucas ha dato il benvenuto a diciassette vescovi di tutto il paese per festeggiare con lui. I partecipanti a una processione hanno portato striscioni raffiguranti ognuna delle parrocchie vicino all'altare, che era situato su un palco di fronte alla tribuna. Il Giubileo si è chiuso con una messa celebrata l'8 dicembre.
Monsignor Lucas ha anche guidato la campagna Built in Faith per raccogliere gli 11 milioni di dollari necessari per restaurare la cattedrale dell'Immacolata Concezione. Per 80 anni la cattedrale è stata la chiesa madre della diocesi ma stava iniziando a mostrare la sua età. Monsignor Lucas è stato però trasferito prima che i lavori fossero terminati ma è potuto tornare per la cerimonia di dedicazione della cattedrale, il 2 dicembre 2009.
Il 3 giugno 2009 papa Benedetto XVI lo ha nominato arcivescovo metropolita di Omaha. Il 29 dello stesso mese il papa gli ha imposto il pallio, simbolo degli arcivescovi metropoliti, durante una celebrazione svoltasi nella basilica di San Pietro in Vaticano. Ha preso possesso dell'arcidiocesi il 22 luglio successivo con una messa nella cattedrale di Santa Cecilia. Erano presenti gli arcivescovi Pietro Sambi, nunzio apostolico negli Stati Uniti d'America, e Elden Francis Curtiss, suo predecessore, e i cardinali Francis Eugene George, arcivescovo di Chicago, sede metropolitana dell'Illinois, e Justin Francis Rigali, arcivescovo di Filadelfia, superiore dell'arcivescovo Lucas quando questi era un prete dell'arcidiocesi di Saint Louis. Come arcivescovo, Lucas è il leader spirituale di 220 000 cattolici nel Nebraska.
Nell'ottobre del 2010 l'arcivescovo Lucas ha soppresso l'associazione dei fedeli "Intercessori dell'Agnello" dopo che il consiglio di amministrazione "Intercessors, Inc." si era opposto alla sua richiesta di riforme. Questa è venuta dopo il rapporto iniziale di una visita canonica condotta da padre James Conn, avvocato canonico. La visita è stata un passo necessario dopo la richiesta della fondatrice, Nadine Brown, di far diventare il gruppo un istituto religioso completo. Molte discrepanze e problemi sono stati però scoperti durante la visita e questo ha portato alle dimissioni della Brown. Attualmente, 56 dei 68 membri risiedono insieme sotto la protezione e la guida dell'arcivescovo, noto come Intercessore. Attualmente stanno discernendo il loro futuro e la possibilità di iniziare un nuovo ordine o associazione con la guida dell'arcivescovo Lucas. Dieci membri continuano a risiedere nella loro comunità di "Bellwether".
Nel marzo del 2012 ha compiuto la visita ad limina.
Dal 13 dicembre 2019 al 13 novembre 2020 è stato anche amministratore apostolico sede plena della diocesi di Lincoln.
Il 31 marzo 2025 papa Francesco ha accolto la sua rinuncia, presentata per raggiunti limiti di età, al governo pastorale dell'arcidiocesi di Omaha; gli è succeduto Michael George McGovern, fino ad allora vescovo di Belleville.
In seno alla Conferenza dei vescovi cattolici degli Stati Uniti è membro del comitato amministrativo. In precedenza è stato membro del sottocomitato per il catechismo, presidente del comitato per l'educazione e membro del comitato "Sapientia Christiana".
È anche membro del consiglio di amministrazione di Catholic Education Partners e del consiglio di amministrazione del seminario "Kenrick-Glennon" di Saint Louis. In precedenza è stato membro del consiglio di amministrazione del Conception Seminary College di Conception per due mandanti e membro del consiglio di amministrazione di Catholic Relief Services per due mandanti.

## Genealogia episcopale e successione apostolica
La genealogia episcopale è:
- Cardinale Scipione Rebiba
- Cardinale Giulio Antonio Santori
- Cardinale Girolamo Bernerio, O.P.
- Arcivescovo Galeazzo Sanvitale
- Cardinale Ludovico Ludovisi
- Cardinale Luigi Caetani
- Cardinale Ulderico Carpegna
- Cardinale Paluzzo Paluzzi Altieri degli Albertoni
- Papa Benedetto XIII
- Papa Benedetto XIV
- Papa Clemente XIII
- Cardinale Giovanni Francesco Albani
- Cardinale Carlo Rezzonico
- Cardinale Antonio Dugnani
- Arcivescovo Jean-Charles de Coucy
- Cardinale Gustave-Maximilien-Juste de Croÿ-Solre
- Vescovo Charles-Auguste-Marie-Joseph Forbin-Janson
- Cardinale François-Auguste-Ferdinand Donnet
- Vescovo Charles-Emile Freppel
- Cardinale Louis-Henri-Joseph Luçon
- Cardinale Charles-Henri-Joseph Binet
- Cardinale Maurice Feltin
- Cardinale Jean-Marie Villot
- Cardinale Agostino Cacciavillan
- Cardinale Francis Eugene George, O.M.I.
- Arcivescovo George Joseph Lucas

La successione apostolica è:
- Vescovo Joseph Gerard Hanefeldt (2015)